# 元寶月
元寶月（502年—524年7月11日），字子焕，河南郡洛阳县（今河南省洛阳市东）人，魏孝文帝元宏之孙，元愉長子、母亲是杨奥妃。

## 生平
永平元年（508年）八月元愉宣稱魏宣武帝元恪被權臣高肇所殺，據冀州自稱皇帝，改元建平，立杨奥妃為皇后。同年九月，被尚書李平俘獲，押送京師途中自縊而死，杨奥妃生下遺腹女兒一年後也被處死。元寶月五兄妹以年幼免死，被削除宗室屬籍，幽禁起来，年仅7岁的元寶月负起了在监禁中安抚弟妹的责任。
宣武帝崩，灵太后施恩追封元愉为臨洮王，杨奥妃为臨洮王妃，五兄妹才得附於宗室屬籍，交给他们的叔叔元怿抚育。元寶月作为长子得以襲爵，改葬父母，追服三年。元宝月的叔叔元悦向元宝月索要元愉的服饰珍玩，元宝月没有立刻满足元悦的要求。元悦就召来元宝月，将他杖打一百下。当时元宝月还在为父亲守丧，身体瘦弱，突然遭到毒打，几乎被打死。元悦不断呼喊元宝月“孩儿”，亲自抚摸。
正光五年五月廿五日（524年7月11日），元宝月去世，虚岁二十三，皇帝下诏赐予持节、都督秦州诸军事、平西将军、秦州刺史，谥号孝王，孝昌元年太岁乙巳十二月辛未朔三日癸酉（526年1月1日）葬在父母墓侧。长子元蒨四岁，次子元森两岁，均年幼，由次弟元寶暉袭爵。
陈仲安等《北朝四史人名索引》第156页曾怀疑元宝月、元宝晖为一人。但据元宝月墓志，二人儿子信息不一，显然不是一人。

## 家庭

### 兄弟姐妹
- 元寶暉，北魏临洮王
- 西魏文帝元寶炬
- 元宝明
- 元明月，平原公主

### 夫人
- 南兰陵萧氏，齐高帝萧道成曾孙女，临川献王萧映孙女，南齐太子詹事、平乐侯萧子贤之女[3]

### 子女
- 元蒨[3]
- 元森，西魏临洮王[3]